# Alexander Fidora
Alexander Fidora (* 1975 in Offenbach am Main) ist ein deutsch-katalanischer Professor. Er ist ICREA-Forschungsprofessor für Philosophie und Mediävistik an der Autonomen Universität Barcelona.

## Ausbildung
Alexander Fidora wurde im Jahr 2003 am Institut für Philosophie der Johann Wolfgang Goethe-Universität Frankfurt am Main mit einer Arbeit zu Dominicus Gundissalinus und der Wissens- und Wissenschaftstheorie des 12. Jahrhunderts promoviert. Von 2003 bis 2006 leitete er dort gemeinsam mit Matthias Lutz-Bachmann ein Teilprojekt des DFG-Sonderforschungsbereiches 435 “Wissenskultur und gesellschaftlicher Wandel”.

## Lehre
Bis zum Jahr 2006 lehrte Alexander Fidora am Institut für Philosophie der J. W. Goethe-Universität in Frankfurt am Main. 2006 wechselte er an die Institució Catalana de Recerca i Estudis Avançats und ist seitdem als ICREA-Forschungsprofessor am Institut zur Erforschung der Antike und des Mittelalters an der Autonomen Universität Barcelona tätig. Er war Gastprofessor an der Saint Louis University (2004 und 2007), der Universidad Panamericana/Mexiko-Stadt (2008) und in Frankfurt am Main (2023).

## Forschung
Alexander Fidora erforscht die interreligiöse und transkulturelle Dimension der mittelalterlichen Geistesgeschichte. Seine Arbeiten befassen sich u. a. mit dem Einfluss der arabischen Philosophie auf die Wissens- und Wissenschaftskultur des Mittelalters, der lateinischen Übersetzung und polemischen Rezeption des Talmud im christlichen Mittelalter sowie mit zentralen Autoren und Werken der katalanischen Literatur des Mittelalters, wie z. B. Arnald von Villanova, Ramon Llull oder Francesc Eiximenis, die er ins Deutsche übersetzt hat.
Neben anderen Projekten hat Alexander Fidora in Barcelona zwei internationale Forschungsprojekte des Europäischen Wissenschaftsrates (ERC) geleitet: “Latin Philosophy into Hebrew” (2008–2012) und “The Latin Talmud” (2014–2019).
Er war Fellow am Käte-Hamburger-Kolleg “Schicksal, Freiheit und Prognose” der Universität Erlangen-Nürnberg (2012 und 2014) sowie am Katz Center for Advanced Judaic Studies der Universität von Pennsylvania (2013). 2011–2016 war er Präsident der Sociedad de Filosofía Medieval (Gesellschaft der mittelalterlichen Philosophie) (SOFIME), 2017–2022 Vizepräsident der Société Internationale pour l'Étude de la Philosophie Médiévale (Internationale Gesellschaft für die Erforschung der mittelalterlichen Philosophie) (SIEPM).
Er ist (Mit-)herausgeber zahlreicher Buchreihen, z. B. “Bibliotheca Philosophorum Medii Aevi Cataloniae” (Obrador Edèndum), “Herders Bibliothek der Philosophie des Mittelalters” (Herder) oder “Katalanische Literatur des Mittelalters” (Lit/Barcino).
Seit 2017 ist er Mitglied der Academia Europaea.

## Auszeichnungen
Für seinen Beitrag zur Erforschung der Philosophie des Mittelalters wurde er mit folgenden Preisen ausgezeichnet:
- Premi Internacional Catalònia (Barcelona, 2011).[8]
- Samuel Toledano Preis (Jerusalem, 2012).[9]
- Alexander von Humboldt Forschungspreis (Bonn, 2022).[10][11]

## Veröffentlichungen (in Auswahl)
- Raimundus Lullus: Ars brevis (lateinisch-deutsch), hg. und deutsche Übers. von A. Fidora, Hamburg: Felix Meiner (Philosophische Bibliothek 518), 1999. (latein) (deutsch)
- Die Wissenschaftstheorie des Dominicus Gundissalinus – Voraussetzungen und Konsequenzen des zweiten Anfangs der aristotelischen Philosophie im 12. Jahrhundert, Berlin: Akademie Verlag, 2003. (deutsch)
- A. Akasoy & A. Fidora (Hrsg.): The Arabic Version of the ‘Nicomachean Ethics’, with an Introduction and Annotated Translation by Douglas M. Dunlop, Leiden/Boston: Brill (ASL 17), 2005. (englisch)
- A Fidora & J. E. Rubio (Hrsg.): Raimundus Lullus. An Introduction to his Life, Works and Thought, Turnhout: Brepols (CCCM 214, SL II), 2008. (englisch)
- Vicent Ferrer, De unitate universalis – Ma’amar nikhbad ba-kolel, hg., deutsche und englische Übers. von A. Fidora & M. Zonta, Santa Coloma de Queralt/Barcelona: Obrador Edèndum/UAB/URV (BPhMAC 1), 2010. (hebräisch) (latein) (katalanisch) (englisch)
- A. Fidora, H. Hames & Y. Schwartz (Hrsg.): Latin-into-Hebrew: Texts in Contexts, Leiden/Boston: Brill, 2013. (englisch)
- Guiu Terrena, Confutatio errorum quorundam magistrorum, hg., deutsche und englische Übers. vglischon A. Fidora, A. Blasco & C. López Alcalde, Santa Coloma de Queralt/Barcelona: IEC/Obrador Edèndum/UAB/URV (BPhMAC 3), 2014. (latein) (katalanisch) (englisch)
- Arnau de Vilanova: Über den Antichrist und die Reform der Christenheit, deutsche Übers. von A. Fidora, Barcelona/Münster i. W.: Barcino/Lit, 2015. (deutsch)
- G. Hasselhoff & A. Fidora (Hrsg.): Martinus Ramon Martí’s Pugio fidei: Studies and Texts, Santa Coloma de Queralt: Obrador Edèndum, 2017. (englisch)
- A. Fidora & Hasselhoff (Hrsg.): The Talmud in Dispute During the High Middle Ages, Bellaterra: Servei de Publicacions de la UAB, 2019. (englisch)
- A. Fidora, Albertus Magnus und der Talmud (Lectio Albertina 20), Münster i. W.: Aschendorff Verlag, 2020. (deutsch)
- Extractiones de Talmud per ordinem thematicum, hg. von U. Cecini, Ó. de la Cruz, A. Fidora & I. Lampurlanés (CCCM 291A), Turnhout: Brepols, 2021. (latein) (englisch)[12]
- Francesc Eiximenis: Die Regierung des Gemeinwesens (katalanisch-deutsch), deutsche Übers. vom Regiment de la cosa pública von A. Fidora, Freiburg i. Br.: Herder (HBPhMA 60), 2024. (katalanisch) (deutsch)